# イヴ・カー・アンブルン
イヴ・カー・アンブルン（Yves Ker Ambrun、1954年 - 2017年12月6日）は、トゥール出身で、YKAとしても知られたフランスのグラフィックデザイナー。おもにアニメーションや広告分野で活動した。
イヴ・カー・アンブルンは、イヴ・ローモニエ (Yves Laumonier) と共作した『Mesa Boum』を発表して13歳で漫画家としてデビューし、この作品はフランスのアンダーグラウンドな漫画の初期の事例のひとつとなった。 彼はフランス語を学び、アメリカ合衆国ではニューヨークのプラット・インスティテュートに学んだ。彼はその後いくつもの会社で働いたが、特にウォルト・ディズニー・スタジオでキャラクター・アーティスト、アート・ディレクターとして働いたことは特筆される。
彼が描いた漫画の中には、サイエンス・フィクション・シリーズ『HB-Scott』や、面白い動物漫画『Gaspard le Lézard』、十代向けのシリーズ『Flippo & Punkina』、写実的なシリーズ『Schnecksnyder』などがある。
2011年6月、社会・生態問題を描いた風刺的グラフィック小説『It Can't Be Possible』のドイツ語版が『Es darf nicht wahr sein』として出版された。数多くの絶望的な登場人物の中で、主人公とされたのは作家シュネックシュニダー (Schnecksnyder) で、彼がモットーとしているのはメイ・サートンの「ただのちゃんとした人間のように振る舞うには英雄のように考えなきゃいけないの (One must think like a hero to behave like a merely decent human being)」という言葉であり、この言葉はジョン・ル・カレの『ロシア・ハウス (The Russia House)』にも引用されている。
同じく2011年のドイツで、イヴ・カー・アンブルンは、SFの形をとった政治風刺の新たな漫画シリーズ『Mechaniko』の最初の巻を出版した。